# Triepeolus bilunatus
Triepeolus bilunatus är en biart som beskrevs av Cockerell 1949. Triepeolus bilunatus ingår i släktet Triepeolus och familjen långtungebin. Inga underarter finns listade i Catalogue of Life.